# Marc Antoine (Robert Garnier)
Marc Antoine est une tragédie humaniste de Robert Garnier représentée et publiée en 1578. C'est une tragédie en cinq actes de 1999 vers.

## Résumé
~ 30 av. J.-C.
« L’acte premier, comme toujours, est formé par un immense monologue dans lequel Antoine vaincu se lamente sur la perte de sa grandeur et sur l’infidélité de Cléopâtre, dont l’amour a causé tous ses malheurs. Le chœur, composé d’Égyptiens, déplore, avec des imitations de l’ode d’Horace à Virgile, le sort des hommes, qui sont nés pour souffrir.
	Au second acte, le philosophe Philostrate, personnage mal formé que l’auteur a choisi bien mal à propos, se plaint des maux que l’amour a attirés sur l’Égypte et raconte, d’après Plutarque, l’histoire de ces voix nocturnes qui semblent alors abandonner la ville. Le chœur reprend les mêmes plaintes, en paraphrasant un passage de l’Agamemnon de Sénèque. Enfin Cléopâtre se montre, accompagnée de ses deux suivantes Eras et Charmion (Philostrate ne reparaît plus). Elle gémit sur le malheur d’Antoine, et malgré les conseils de ses femmes, s’engage à mourir pour lui ; cependant elle envoie Diomède, son secrétaire, pour le rassurer. Celui-ci, dans un monologue, vante les attraits de sa maîtresse et en déplore la perte. Le chœur décrit à son tour la servitude de l’Égypte et développe un lieu commun sur la fragilité des choses humaines.
	Le troisième acte s’ouvre par une conversation entre Antoine et son ami Lucilius. Antoine se plaint de son isolement et de l’infidélité de Cléopâtre, exprime son repentir des fautes qu’il a commises, maudit Octave et déclare qu’il va mourir. Beaucoup de passages de ce dialogue sont imités de l’Hercule mourant de Sénèque. Il en est de même du chœur, qui renferme l’éloge de la mort volontaire.
	L’acte quatrième nous transporte soudain auprès d’Octave. Le vainqueur, qui est représenté sous les traits d’un tyran de théâtre, se félicite de son triomphe, dont Agrippa l’engage à user avec clémence. Ce dialogue est encore imité de l’entretien de Néron et de Sénèque dans Octavie. À ce moment, Dircet, un des gardes d’Antoine, accourt ; il apporte l’épee de son maître, qui vient de se frapper, et lui raconte sa mort. Octave, malgré Agrippa, donne quelques regrets à cette triste fin. Le chœur, composé de soldats de César, fait des vœux pour la paix.
	Au cinquième acte, dans une scène unique, imitée des Troades de Sénèque, Cléopâtre fait adieu à ses enfants, les congédie avec leur gouverneur Euphron et annonce, en paraphrasant les plaintes de Didon, qu’elle va rejoindre son époux. La pièce s’arrête sur ces adieux, prononcés sans doute en présence du cadavre d’Antoine.»
Simeon Bernage, Études sur Robert Garnier, Paris, Delalain, 1880, p. 55-56.

## Contexte et étude de l'œuvre

### Contexte
Marc Antoine, tragédie est la troisième pièce romaine de Robert Garnier. Elle suit Porcie et Cornélie.
En traitant des guerres civiles de Rome, Garnier parle à ses contemporains des guerres de religion.

## Le début
MARC ANTOINE
Puisque le ciel cruel encontre moy s'obstine,
Puisque tous les malheurs de la ronde machine
Conspirent contre moi : que les hommes, les Dieux,
L'air, la terre, et la mer me sont injurieux

## Éditions
- Raymond Lebègue, Marc Antoine, Hippolyte, Paris, Les Belles Lettres, 1974.
- Jean-Claude Ternaux, Robert Garnier, Théâtre complet, Tome IV – Marc Antoine, Paris, Garnier, "Textes de la Renaissance" (no 167), 2010.

### Études
- Raymond Lebègue, « Les Guerres civiles de Rome et les tragédies de R. Garnier », Actes du colloque de la Renaissance et du classicisme du Maine, Paris, Nizet, 1975.
- Frank Lestringant, « Pour une lecture politique du théâtre de R. Garnier : le commentaire d’André Thevet en 1584 », Parcours et rencontres. Mélanges Balmas, Paris, Klincksieck, 1993, t. 1.
- Jean-Dominique Beaudin, « Les Formes de la beauté scénique dans le théâtre de R. Garnier », La scène et la beauté, Paris, Klincksieck, à paraître.
- Jean-Claude Ternaux, Lucain et la littérature de l’âge baroque en France. Citation, imitation et création, Paris, Champion, 1998.